# Magorák
Magorák je slangový výraz pro silný čaj (delší dobu louhovaný nebo vyvařený, a to až z desítek sáčků), někdy i s přidaným tabákem nebo rozpuštěnými analgetiky. Je často připravován ve věznicích, kde pro vězně představuje náhradu drog.

## Název
Pejorativní název získal zřejmě proto, že by jeho konzumaci prováděl pouze magor (odporná chuť, nezdravé pro organismus), případně podle jeho psychoaktivních účinků – člověk se po konzumaci magorem sám stane (stav podobný opilosti, útlum, mátožení, atd.).
Podobné alternativy z jiných zemí: ruský „čifir“, anglický „diesel“.

## Účinky
Pro svou velice silnou koncentraci nevhodně působí na žaludek (může způsobit až žaludeční vředy) a srdce – obsahuje značné množství kofeinu, který zrychlí tep, není tedy vhodný pro lidi s vysokým krevním tlakem, kterým by mohl způsobit kolaps.
Je řada variant magoráku, které se liší zejména podle toho, co „bylo při ruce“. Vojáci přidávali do magoráku alkohol (spolu s tabákem velmi nebezpečná kombinace), lidé z komunistického undergroundu zase různé tlumící prášky. Tato „vylepšení“ původního receptu pak činí nápoj ještě nebezpečnější.

### Související článly
- Kvaska